# مجموعة محطة مترو سينتاجما الأثرية
مجموعة محطة مترو سينتاجما الأثرية هو متحف في أثينا، اليونان. وهي تقع في محطة سينتاجما في مترو أثينا وتضم مجموعة متنوعة من العناصر التاريخية التي اكتشفت خلال عملية بناء المترو.

## روابط خارجية
- مدينة أثينا، المترو
- وزارة الثقافة والسياحة (باليونانية فقط)

إحداثيات: 37°58′31.75″N 23°44′6.45″E / 37.9754861°N 23.7351250°E
1. ↑   http://www.greekmuseums.gr/en/thelist/thematical/95-The-Syntagma-Metro-Station-Archaeological-Collection.html. {{استشهاد ويب}}: |url= بحاجة لعنوان (مساعدة) والوسيط |title= غير موجود أو فارغ (من ويكي بيانات) (مساعدة)